# 社名表示灯
社名表示灯（しゃめいひょうじとう）は、日本のタクシーで屋根の上に設置されている表示灯のことである。本来の用途から防犯灯（ぼうはんとう）とも、また海外のタクシーの屋根上設置のタクシー表示のものを含めて俗にあんどん（行灯）とも呼ばれる（後述）。また、社名灯ともいう。

## 目的
タクシーの屋根上に設置し、周囲の人にタクシーであることを示すための表示灯で、タクシーの象徴ともなっている。日本の場合、地域にもよるが一定規模以上の人口がある都市部で営業するタクシーは空車の場合は点灯し、実車（乗客が乗っていること）のように空車以外の場合は消灯するということで、乗客への配慮として設置されているものでもある。
日本の場合は、同一の事業者ないし同一の協同組合所属のタクシーであれば同一の社名表示灯を載せる。また、同一グループの場合は、意匠（形状）を共通化し、社名表記だけが違っているのが普通である。個人タクシーの場合は、同じ組合連合会に所属している事業者が（「個人」と表記された）同一意匠の表示灯を用いる。
また、個々の車両番号（社番もしくは無線番号）が行灯に表記されていることもある。日本国外では、単に「タクシー」とだけ表示するものや、「空車」を表示するものもある。
なお同一グループで地域も同一である場合、社名表示灯のランプの色で区別することもある。例えば、名鉄グループである北陸交通と石川交通は、同じ石川県で営業しており、菱形の社名表示灯にそれぞれ「北交」「石交」と表記することにより区別していた。しかし夜になると分かり難いため、北陸交通は白、石川交通は緑のランプを点すことにより、それぞれの事業者を区別していた。北陸交通はその後タクシー事業から撤退しており、石川交通は白のランプを利用している。
中型車と小型車が併用されている地域では、小型車であることを表示する表示灯が別に設置されていることがある。また、禁煙タクシーが例外的であった時代には、禁煙車であることを示す表示灯が別に設置されている場合もあった。サービスが他のタクシー事業者と異なる場合、そのサービスを行っていることを示す表示灯が別に設置されている場合もある（初乗り料金の違い、遠距離利用時の割引（いわゆるゴーゴータクシーには「5000円超5割引」と書かれた表示灯がある場合もある）、クレジットカードでの支払いが一般的ではない地域におけるクレジットカードの利用可能表記など）。
また、周囲に異常を知らせる目的をも有している。行灯が赤く点滅している際は、車内で異常があったことを示すサインである。

## 起源と現状
昭和20年代、タクシー強盗が横行した頃に、乗務員を強盗から守るため、赤く点滅する「防犯灯」が取り付けられたのが始まりである。当初は単に電球をカバーで覆っただけのものであった。
1954年、武内工業所の初代社長、武内金弥がこれに社名を入れてはどうかと、社名入り防犯灯を考案し、現在の社名表示灯に至る。ぼんやりと光った社名灯が行灯のように見えることから、「あんどん」と呼ばれるようになった。

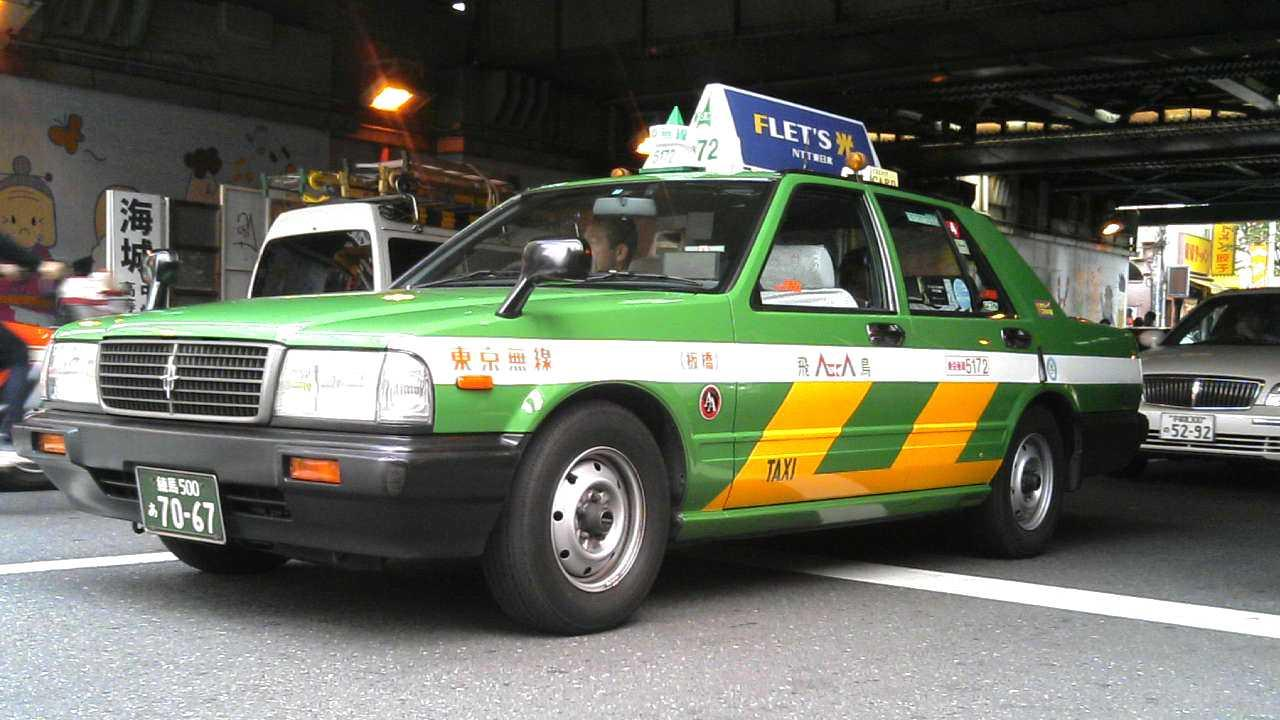
側面広告を付けた社名表示灯のタクシー （日産・セドリック、東京無線・飛鳥交通（当時））
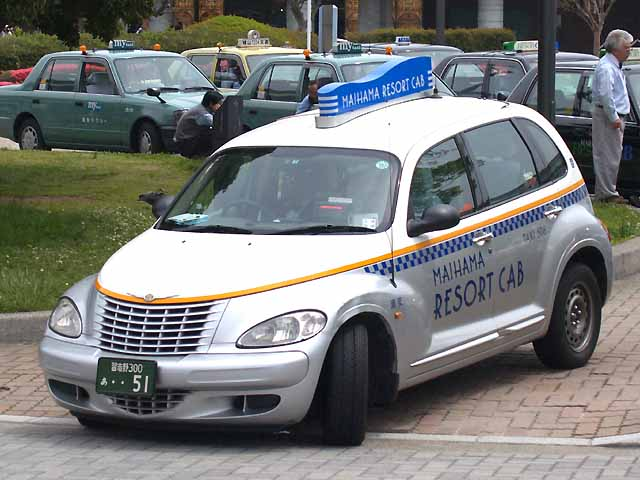
縦長社名表示灯のタクシー （クライスラー・PTクルーザー、舞浜リゾートキャブ）

現在では識別性の向上のため、大型のもの、複雑な形状のもの、屋根の横幅いっぱいに広がったものも増えている。また、広告収入を得るため、縦長とし、側面に広告を付けたものも見られる。なかには覆面パトカーの反転式警光灯のように、スイッチひとつで格納できる社名表示灯（ちょうちん）を備えた個人タクシーも存在する。基本的には裏面に吸盤があり、それを使って屋根に固定する。個人タクシーや、一部の地域に存在するハイヤー兼用車の場合は脱着することができるようになっている。脱着の必要がない法人タクシーの場合は吸盤部分に接着剤を塗布して設置していることもある。
社名表示灯内の光源は一般的には白熱電球（ほとんどの製品では12V 10W G18球 BA15s口金のものを採用）を数個（うち1個は赤塗装）使用するが、光源の長寿命化や消費電力の削減によるオルタネーターやバッテリー負荷の軽減（ひいては省燃費化）、夜間の視認性を向上させる目的でLED光源を用いる事業者もある。白熱電球で電球色でない場合に着色電球や別途カバーをかぶせるために生の電球色のものより光量が劣るという問題があったが、LEDの場合は緑や青等発光色が白色ではないものを採用しても白熱電球ほどは光量を落とさずに済む側面もある（なお、LEDにカバーをかぶせる事業者も存在する）。
形状の殆どは、種々のタクシー会社の意匠をアクリル樹脂で成型したものである。社名灯メーカーがカタログに掲載する形状から選択する場合が多い。このため、営業エリアが全く別で資本関係やグループ関係も全くない事業者同士が同じ形状の社名灯を使用していることもよくある。また、全高の高い車種の場合、車のルーフトップに設置した場合に車庫の天井に接触する等の事情からフロントガラス上部に設置するための社名表示灯もあり、それらは設置位置の傾斜にあわせ表記内容や形状に工夫がなされている。ただし、車両後方から視認できなくなる（実車・空車の識別はまだしも、非常時の赤い点滅が後方から視認できなくなる）ことから、後方用に別途小型の社名表示灯（光源は主に12V 5W T10ウェッジ球を採用）を設置したり、同様に本来の意味での防犯灯（透明なルーフウインカー用灯具を流用し赤い電球をセットしたもの）を後方に設置する場合も多い。

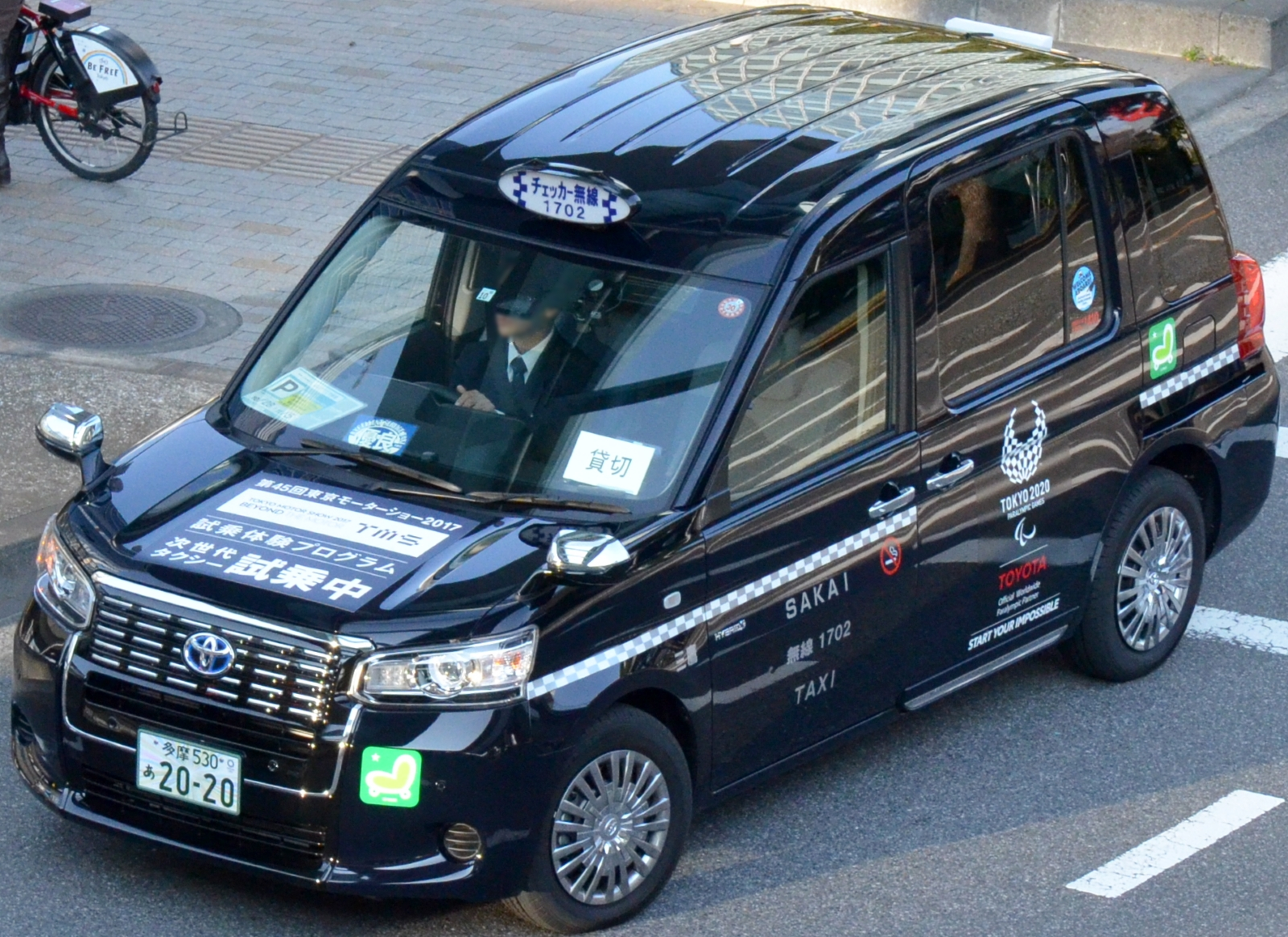
車両の前後に社名表示灯を設置した例 （トヨタ・ジャパンタクシー、チェッカーキャブ・境交通）
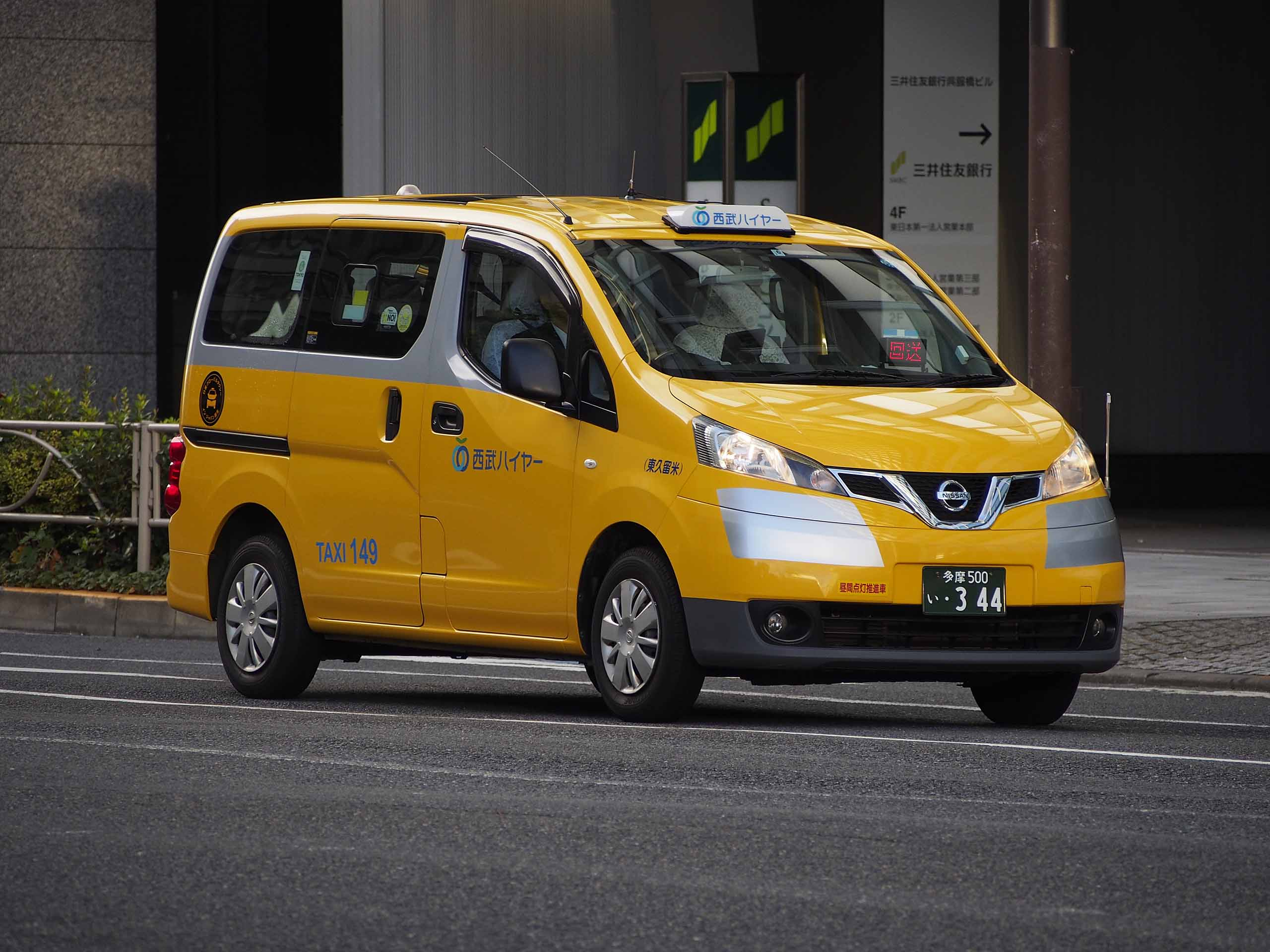
車両前方側に社名表示灯、後方側に防犯灯を設置した例 （日産・NV200バネット、西武ハイヤー）
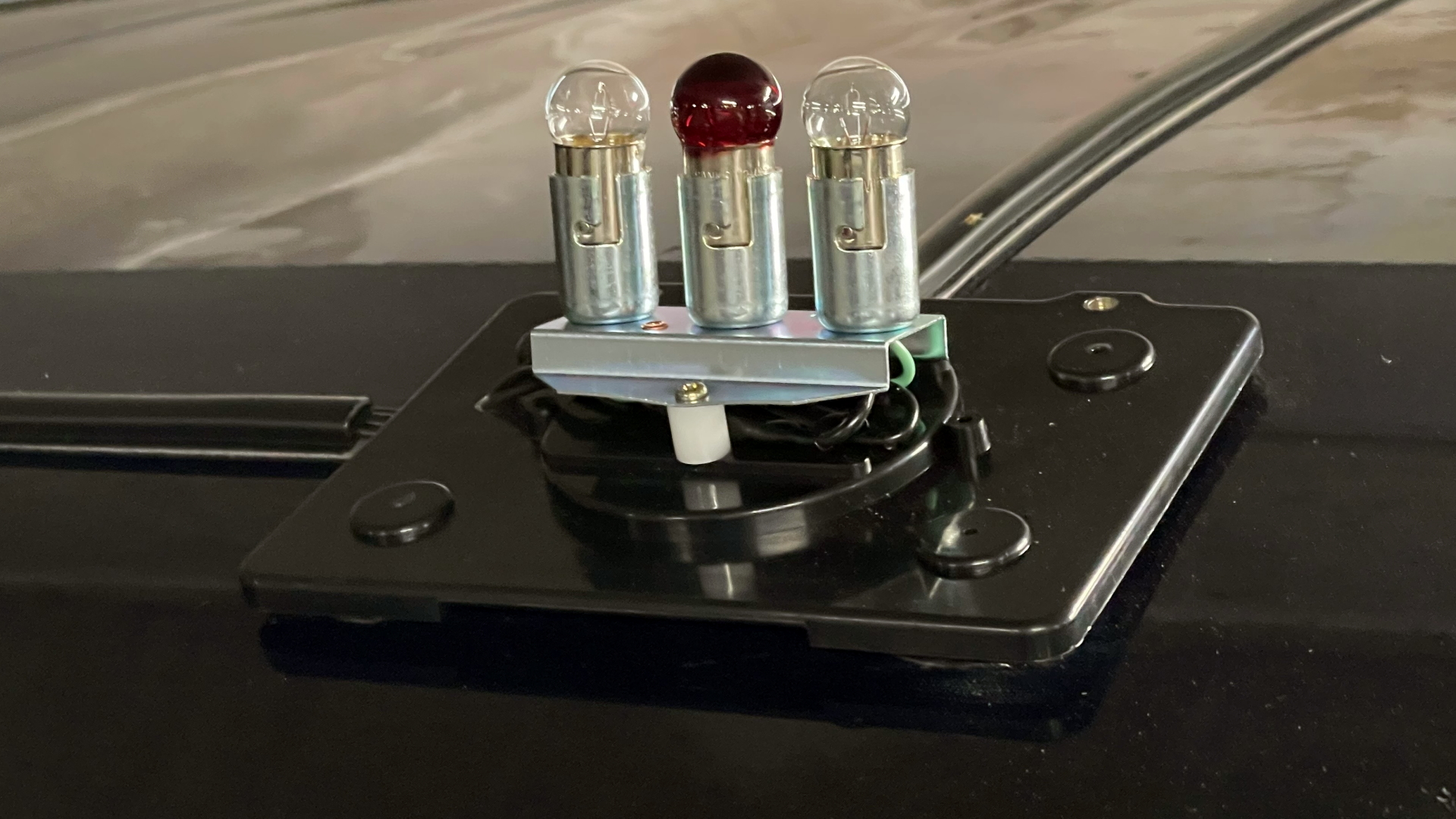
フロントガラス上部用の中身 通常時光る電球（左右1つずつ）と非常用の電球（中央の1つ）がある。 電球の規格は12V 10W G18球 BA15s口金。
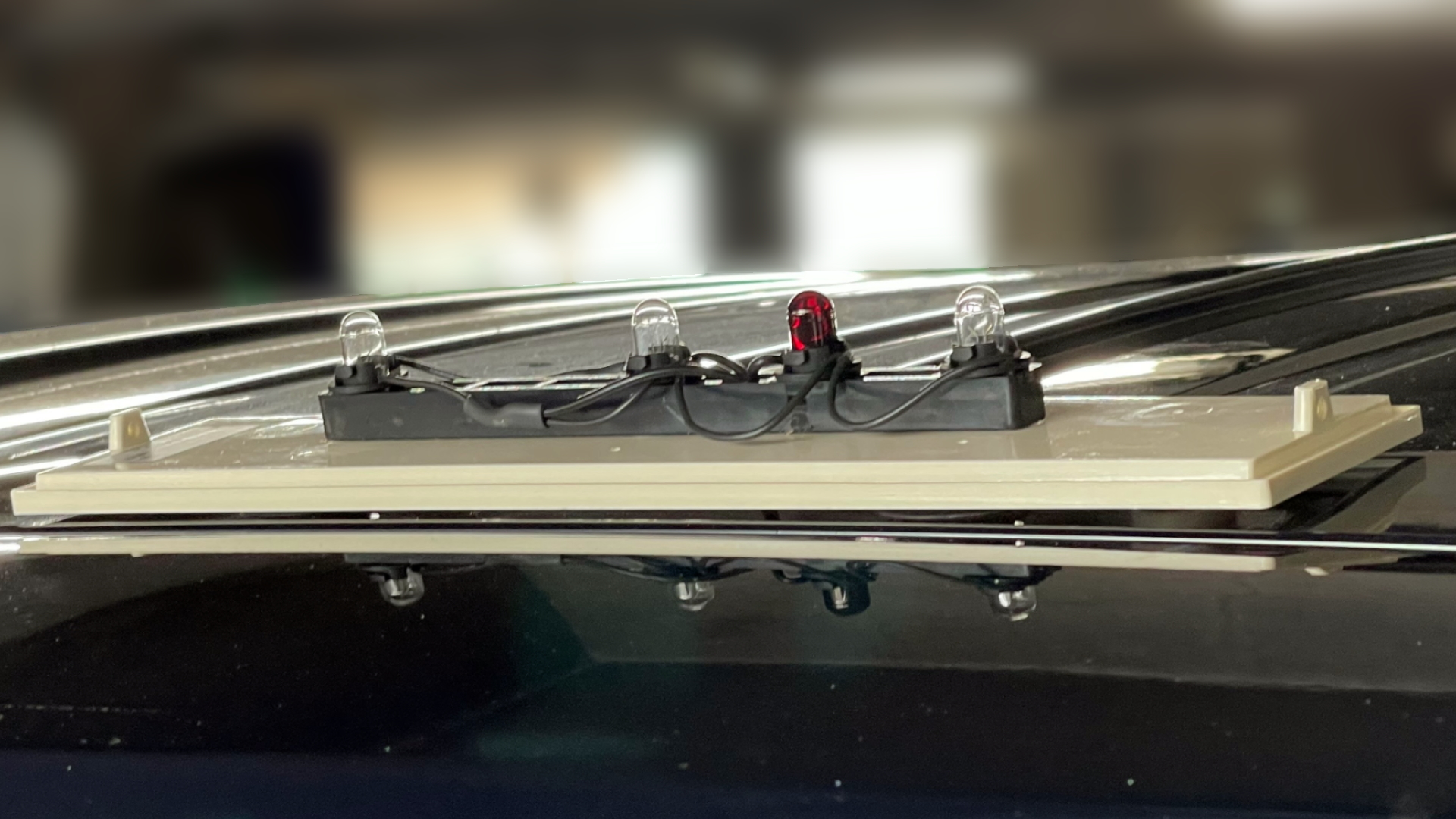
トランクリッド上部用の中身 通常時光る電球（左右および中央に1つずつ）と非常用の電球（中央と右側の間の1つ）がある。 電球の規格は12V 5W T10ウェッジ球。

## ご当地タクシー
観光客が多い地方都市では、各地の名物の模型と組み合わせた社名表示灯を取り付け、訪日外国人を含む旅行者の利用増を図るタクシー会社がある。寿司（石川県金沢市）、カステラ（長崎市）、うどんの丼（香川県琴平町）などである。こうしたタクシー会社が2018年、「日本ご当地タクシー協会」を発足させた。

## 日本の主なメーカー
- 武内工業所